# Campionati europei di nuoto 1950
La VII edizione dei campionati europei di nuoto, organizzati dalla LEN, si tenne a Vienna nell'impianto dello Wiener Stadionbad dal 20 al 27 agosto 1950.

## Assegnazione della sede
La politica influenzò pesantemente la scelta della sede e la successiva disputa dei campionati 1950. La LEN aveva inizialmente assegnato i campionati all'Ungheria, che aveva indicato come sede Budapest; Le tensioni politiche dovute alla guerra fredda però indussero la federazione ungherese a negare i visti d'ingresso a varie nazioni dell'Europa occidentale, dicendo che non avrebbero potuto assicurare la partecipazione a quelle squadre. A questo punto la LEN si mise in cerca di una nuova sede, considerando le candidature di Barcellona, Milano e Vienna. La scelta cadde sulla capitale dell'Austria, nazione in quegli anni occupata da Francia, Regno Unito, Stati Uniti e Unione Sovietica. Anche Vienna era, come Berlino, divisa in quattro zone, e l'impianto in cui si sarebbero disputati i campionati si trovava dentro la zona di occupazione sovietica. La revoca dell'assegnazione dei campionati a Budapest portò alla rinuncia alla partecipazione di tutte le squadre dei paesi dell'Europa orientale tranne la Jugoslavia, e il fatto che la sede fosse nella zona sovietica di Vienna causò la non partecipazione di Spagna e Regno Unito. In totale ai campionati presero parte solo dodici nazioni.

## Medagliere
| Posizione | Paese          |    |    |    | Totale |
| --------- | -------------- | -- | -- | -- | ------ |
| 1         | Francia        | 4  | 6  | 2  | 12     |
| 2         | Paesi Bassi    | 4  | 4  | 3  | 11     |
| 3         | Germania Ovest | 4  | 2  | 2  | 8      |
| 4         | Svezia         | 2  | 2  | 2  | 6      |
| 5         | Danimarca      | 1  | 1  | 4  | 6      |
| 6         | Belgio         | 1  | 0  | 0  | 1      |
| 7         | Austria        | 0  | 1  | 0  | 1      |
| 8         | Jugoslavia     | 0  | 0  | 3  | 3      |
| Totale    | Totale         | 16 | 16 | 16 | 48     |

## Nuoto

### Uomini
| Evento               | Oro                                                                   | Perform. | Argento                                                      | Perform. | Bronzo                                                                | Perform. |
| Stile libero         |                                                                       |          |                                                              |          |                                                                       |          |
| 100 m                | Alex Jany                                                             | 57"7     | Göran Larsson                                                | 59"4     | Joris Tjebbes                                                         | 1'00"3   |
| 400 m                | Alex Jany                                                             | 4'48"0   | Jean Boiteaux                                                | 4'50"1   | Hans-Günther Lehmann                                                  | 4'51"2   |
| 1500 m               | Hans-Günther Lehmann                                                  | 19'48"2  | Jean Boiteaux                                                | 19'48"4  | Joseph Bernardo                                                       | 20'06"7  |
| Dorso                |                                                                       |          |                                                              |          |                                                                       |          |
| 100 m                | Göran Larsson                                                         | 1'09"4   | Cornelis Kievit                                              | 1'09"7   | Boris Škanata                                                         | 1'10"8   |
| Rana                 |                                                                       |          |                                                              |          |                                                                       |          |
| 200 m                | Herbert Klein                                                         | 2'38"6   | Maurice Lusien                                               | 2'40"9   | Bengt Rask                                                            | 2'43"8   |
| Staffette            |                                                                       |          |                                                              |          |                                                                       |          |
| 4x200 m stile libero | Svezia Tore Sjunnerholm Per-Olof Östrand Olle Johansson Göran Larsson | 9'06"5   | Francia Willy Blioch Joseph Bernardo Jean Boiteaux Alex Jany | 9'10"0   | Jugoslavia Branko Vidovi Andrei Kvinć Mislav Stipetić Marjan Stipetić | 9'12"7   |

### Donne
| Evento               | Oro                                                                           | Perform. | Argento                                                         | Perform. | Bronzo                                                                     | Perform. |
| Stile libero         |                                                                               |          |                                                                 |          |                                                                            |          |
| 100 m                | Irma Schumacher                                                               | 1'06"4   | Marie-Louise Vaessen                                            | 1'07"1   | Greta Andersen                                                             | 1'07"9   |
| 400 m                | Greta Andersen                                                                | 5'30"9   | Irma Schumacher                                                 | 5'31"2   | Colette Thomas                                                             | 5'37"4   |
| Dorso                |                                                                               |          |                                                                 |          |                                                                            |          |
| 100 m                | Hendrika van der Horst                                                        | 1'17"1   | Gertrud Herrbruck                                               | 1'17"8   | Greet Galliard                                                             | 1'17"9   |
| Rana                 |                                                                               |          |                                                                 |          |                                                                            |          |
| 200 m                | Raymonde Vergauwen                                                            | 3'00"1   | Lies Bonnier                                                    | 3'01"8   | Jannie de Groot                                                            | 3'02"2   |
| Staffette            |                                                                               |          |                                                                 |          |                                                                            |          |
| 4x100 m stile libero | Paesi Bassi Ann Masser Johanna Termeulen Marie-Louise Vaessen Irma Schumacher | 4'33"9   | Danimarca Greta Olsen Ulla Madsen Mette Petersen Greta Andersen | 4'43"1   | Svezia Marianne Lindqvist Gisela Tidholm Ingegard Fredin Elisabeth Ahlgren | 4'44"7   |

## Tuffi

### Uomini
| Evento          | Oro           | Perform. | Argento       | Perform. | Bronzo              | Perform. |
| Trampolino 3m   | Hans Aderhold | 183.68   | Guy Hernandez | 174.66   | Werner Sobek        | 167.88   |
| Piattaforma 10m | Günther Haase | 158.13   | Werner Sobek  | 141.54   | Thomas Christiansen | 140.94   |

### Donne
| Evento          | Oro               | Perform. | Argento           | Perform. | Bronzo               | Perform. |
| Trampolino 3m   | Madeleine Moreau  | 155.58   | Nicole Pellissard | 140.64   | Birte Christoffersen | 129.64   |
| Piattaforma 10m | Nicole Pellissard | 85.67    | Alma Staudinger   | 82.38    | Birte Christoffersen | 82.31    |

## Pallanuoto
| Evento          | Oro         | Argento | Bronzo     |
| Torneo maschile | Paesi Bassi | Svezia  | Jugoslavia |

## Trofeo dei campionati
I dati sono parziali
- Coppa Europa (maschile)

| Posizione | Paese          | Punti |
| 1         | Francia        | 87    |
| 2         | Germania Ovest | 71    |
| 3         | Svezia         | 70    |

- Coppa Bredius (femminile)

| Posizione | Paese       | Punti |
| 1         | Paesi Bassi | 92    |
| 2         | Danimarca   | 51    |
| 3         | Francia     | 50    |